# Еухеріос Ліонський
Святий Євхерій (Еухеріос), архієпископ Ліонський, (бл. 380 — бл. 449) — високорідний і високопоставлений церковник християнської церкві Галлії. Пам'ятний своїми листами, які пропагують крайнє самозречення.

## Біографія
За поширеною практикою в V столітті, після смерті своєї дружини Галли (нар. бл. 390 р.), він разом зі своїми синами Вераном і Салонієм на деякий час відійшов до монастиря Лерін, заснованого святим Гоноратом на меншому з два острови біля Антибів . Там він прожив суворо просте навчання і присвятив себе освіті своїх синів. Незабаром після цього він відійшов далі, на сусідній острів Лерона (нині Сент-Маргеріт), де присвятив свій час вивченню та умертвенню плоті . З думкою про те, що він може приєднатися до відшельників у пустелях Сходу, він порадився з Іоанном Кассіаном, знаменитим відлюдником, який прибув зі Сходу до Марселя ; Другий набір своїх Collationes (Числа 11–17) Кассіан присвятив Євхерію та Гонорату. Ці конференції описують повсякденне життя відлюдників єгипетської Фіваїди та обговорюють важливі теми благодаті, свободи волі та Святого Письма. Саме в цей час (близько 428 р.) Євхерій написав свій епістолярний твір De laude Eremi («На славу пустелі»), адресований єпископу Іларію Арльському .
Наслідуючи аскетичний спосіб життя єгипетських відлюдників, Євхерій підтримував зв'язок з людьми, відомими своєю вченістю і благочестям: Іоанном Кассіаном, Іларієм Арльським, святим Гоноратом, пізніше єпископом Арля, Клавдіаном Мамертом, Агроцієм (який присвятив йому книгу), Сідоній Аполлінарій і його родич Валеріан, до яких він написав свою Epistola paraenetica ad Valerianum cognatum, de contemptu mundi («Послання заклику до свого родича Валеріана, Про презирство світу»), вираз відчаю за сьогодення і майбутнє світ в останній муці поділяли багато освічених людей пізньої античності з надією на майбутній світ: Еразм так високо оцінив його латинський стиль, що відредагував і опублікував його в Базелі (1520).
Його Liber formularum spiritalis intelligentiae, адресована його сину Веранію, є захистом законності читання алегоричного сенсу Святого Письма, враховуючи метафори в псалмах і такі фрази, як «рука Божа». Термін анагога (ἀναγωγὴ) використовується для застосування Святого Письма до майбутнього небесного Єрусалиму, і є інші приклади того, що стане класичною середньовічною герменевтикою .
Невдовзі слава про Євхерія настільки поширилася в південно-східній Галлії, що його обрали єпископом Ліону. Ймовірно, це було в 434 році; певно, принаймні, що він був присутній на першому Оранському соборі (441 р.) як митрополит Ліонський, і що він зберіг цю гідність до своєї смерті. Його наступником у єпископстві став його син Вераній, а інший його син, Салоній, став єпископом Женеви .
Серед інших листів Євхерія є його Institutiones ad Salonium, адресований другому синові. Євхерію приписують багато проповідей та інших писань.